# Міжнародний геологічний конгрес
Міжнародний геологічний конгрес (МГК) (англ. International Geologic Congress (IGC)) — МГК традиційно проводиться один раз на 3—4 роки почергово на різних континентах.

## Загальний опис
За всю більш ніж сторічну історію конгреси не проводилися тільки під час світових воєн. При конгресі засновані комісії з розділів геології — від стратиграфії до системи викладання геології в країнах, що розвиваються. З метою проведення постійної роботи між сесіями МГК в 1960 р. було утворено міжнародну спілку геологічних наук (МСГН). З цього часу МГК проводиться спільно з МСГН.
Під егідою МГК були створені перші міжнародні геологічні, тектонічні та ін. спеціалізовані карти світу і окр. континентів, які вирішальним чином вплинули на розвиток геології як глобальної науки, що розглядає процеси, які протікають на планеті Земля загалом. Під час чергової сесії МГК підводяться підсумки наук. досягнень, отриманих у період між двома сесіями, і розробляються осн. напрями досліджень на майбутнє. На конгресі відбуваються переобрання керівництва міжнародних геологічних організацій. Згідно зі Статутом конгресу (1976), вищим органом МГК є Генеральна асамблея, на яку збираються всі учасники конгресу. На ній обираються президент і генеральний секретар. Виконавчим органом МГК є Рада конгресу, яка складається з представників всіх країн, що направили своїх делегатів. 33-й Міжнародний Геологічний Конгрес відбувся 6—14 серпня 2008 р. в Осло, Норвегія. Девіз 33-го МГК: «Система наук про Землю: основа для забезпечення розвитку» («Earth System Science: Foundation for Sustainable Development»).

## Сесії IGC
| Конгрес | Рік                | Країна-організатор         | Місце проведення      | Кількість країн | Кількість учасників |
| 1-й     | 1878               | Франція                    | Париж                 | 23              | 310                 |
| 2-й     | 1881               | Італія                     | Болонья               | 22              | 420                 |
| 3-й     | 1885               | Німеччина                  | Берлін                | 22              | 445                 |
| 4-й     | 1888               | Велика Британія            | Лондон                | 25              | 830                 |
| 5-й     | 1891               | США                        | Вашингтон             | 26              | 546                 |
| 6-й     | 1894               | Швейцарія                  | Цюрих                 | 20              | 401                 |
| 7-й     | 1897               | Росія                      | С.-Петербург          | 27              | 1037                |
| 8-й     | 1900               | Франція                    | Париж                 | 30              | 1016                |
| 9-й     | 1903               | Австрія                    | Відень                | 31              | 664                 |
| 10-й    | 1906               | Мексика                    | Мехіко                | 34              | 707                 |
| 11-й    | 1910               | Швеція                     | Стокгольм             | 36              | 879                 |
| 12-й    | 1913               | Канада                     | Торонто               | 49              | 981                 |
| 13-й    | 1922               | Бельгія                    | Брюссель              | 38              | 518                 |
| 14-й    | 1926               | Іспанія                    | Мадрид                | 52              | 1123                |
| 15-й    | 1929               | Південно-Африканський Союз | Преторія              | 50              | 575                 |
| 16-й    | 1933               | США                        | Вашингтон             | 54              | 1182                |
| 17-й    | 1937               | СРСР                       | Москва                | 50              | 2362                |
| 18-й    | 1948               | Велика Британія            | Лондон                | 84              | 1778                |
| 19-й    | 1952               | Алжир                      | Алжир                 | 82              | 2910                |
| 20-й    | 1956               | Мексика                    | Мехіко                | 105             | 3696                |
| 21-й    | 1960               | Північна Європа            | Копенгаген            | 101             | 3379                |
| 22-й    | 1964               | Індія                      | Нью-Делі              | 109             | 2479                |
| 23-й    | 1968               | Чехословаччина             | Прага                 | 103             | 3793                |
| 24-й    | 1972               | Канада                     | Монреаль              | 110             | 4700                |
| 25-й    | 1976               | Австралія                  | Сідней                | 85              | 3461                |
| 26-й    | 1980               | Франція                    | Париж                 | 116             | 4883                |
| 27-й    | 1984               | СРСР                       | Москва                | 110             | 5699                |
| 28-й    | 1989               | США                        | Вашингтон             | 108             | 5800                |
| 29-й    | 1992               | Японія                     | Кіото                 | 102             | 4861                |
| 30-й    | 1996               | Китай                      | Пекін                 | 102             | 6000                |
| 31-й    | 2000               | Бразилія                   | Ріо-де-Жанейро        | 145             | 3500                |
| 32-й    | 2004               | Італія                     | Флоренція             | 140             | 5000                |
| 33-й    | 2008               | Норвегія                   | Осло                  | 113             | 6260                |
| 34-й    | 2012               | Австралія                  | Брисбен               | 137             | 5924                |
| 35-й    | 2016               | ПАР                        | Кейптаун              | 117             | >4000               |
| 36-й    | 2022               | Індія                      | Нью-Делі (віртуально) |                 |                     |
| 37-й    | 2024 (анонсовано)  | Південна Корея             | Пусан                 |                 |                     |
| 38-й    | 2028 (заплановано) |                            |                       |                 |                     |